# Meganeuropsis
Meganeuropsis (лат.) — ископаемый род гигантских стрекозообразных насекомых из семейства Meganeuridae (Protodonata). Пермский период, США. Самые крупные насекомые в истории (наряду с Meganeura monyi).

## Описание
Гигантские вымершие крылатые насекомые, сходные со стрекозами. Длина тела до 43 см, размах крыльев до 71 см.
Род был впервые описан в 1939 году американским палеоэнтомологом профессором Фрэнком М. Карпентером (Гарвардский университет; 1902—1994) по ископаемым отпечаткам (фрагменты крыльев) из штата Канзас, США по типовому виду Meganeuropsis permiana (Elmo, Kansas). Он считается крупнейшим в истории видом насекомых (наряду с Meganeura monyi). Реконструированная длина крыла равна 330 миллиметров (13 ″) (в размахе 710 миллиметров (28 ″)), а предполагаемая длина тела достигала 430 миллиметров (17 ″).
Второй вид Meganeuropsis americana Carpenter, 1947 был описан из штата Оклахома в 1947 году, и предположительно является младшим синонимом Meganeuropsis permiana. Он был описан по крупным фрагментам передних крыльев длиной 280 миллиметров (11 ″), которые хранятся в Гарвардском музее естественной истории (Кембридж, штат Массачусетс, США); полная реконструированная длина такого крыла достигала 305 миллиметров (12 ″), а размах крыльев был 690 миллиметров (27 ″).